# Sonata K. 380
La Sonata en mi mayor K. 380 (L 23) no fue publicada nunca en vida de Domenico Scarlatti, aunque si debió aparecer en las series publicadas por los dos grandes editores de música de piano del siglo XIX, Muzio Clementi y Carl Czerny, quien publicó en 1839, en Viena, doscientas sonatas de Scarlatti.
Por el momento en que fueron copiados los manuscritos donde se conserva, posiblemente esta sonata sea anterior a 1749.
La Sonata en mi mayor K. 380 formó parte de la Scarlattiana de Alfredo Casella (1883-1947), un «divertimento sobre música de Domenico Scarlatti para piano y pequeña orquesta» que fue estrenado por la Orquesta Sinfónica de Nueva York, bajo la dirección de Otto Klemperer, el 22 de enero de 1927.
- Datos: Q6132116